# Рубен Соса
Рубен Соса Арсаїс (ісп. Rubén Sosa Ardaiz; нар. 25 квітня 1966, Монтевідео, Уругвай) — уругвайський футболіст, що грав на позиції нападника. По завершенні ігрової кар'єри — тренер. З 2009 року входить до тренерського штабу клубу «Насьйональ».
Виступав, зокрема, за «Лаціо», «Інтернаціонале» та «Насьйональ», а також національну збірну Уругваю. У складі збірної — дворазовий володар Кубка Америки.

## Клубна кар'єра
У дорослому футболі дебютував 1982 року виступами за команду «Данубіо», в якій провів три сезони, взявши участь у 78 матчах чемпіонату.
Протягом 1985—1988 років захищав кольори клубу «Реал Сарагоса». З цим клубом Соса виграв Кубок Іспанії 1986 року. У фінальному матчі він забив гол у ворота «Барселони».
Своєю грою за останню команду привернув увагу представників тренерського штабу «Лаціо», до складу якого приєднався 1988 року. Відіграв за «біло-блакитних» наступні чотири сезони своєї ігрової кар'єри. Більшість часу, проведеного у складі «Лаціо», був основним гравцем атакувальної ланки команди.
Влітку 1992 року Рубена продали в «Інтернаціонале». Там настав розквіт кар'єри Прінсіпіто. Він ставав найкращим бомбардиром «Інтера» в сезонах 1992/93 і 1993/94, виграв у складі «нерадзуррі» Кубок УЄФА 1994 року. Проте повернення Денніса Бергкампа влітку 1993 року призвела до розколу в стані «Інтера», в результаті якого Соса покинув Серію А влітку 1995 року.
Рубен Соса провів один сезон у «Боруссії» з Дортмунда, вигравши чемпіонат Німеччини 1995/96. У наступному році «Боруссія» виграла Лігу Чемпіонів та Міжконтинентальний кубок, але до того моменту Соса вже повернувся в Іспанію, де виступав за скромний «Логроньєс». Однак там Соса не прижився, після чого, через кілька місяців, вирішив повернутися на батьківщину.
1997 року уклав контракт з клубом «Насьйональ», у складі якого провів наступні чотири роки своєї кар'єри гравця. У складі «триколірних» Соса виграв чемпіонати Уругваю в 1998, 2000 і 2001 роках, ставши одним з улюбленців «больсос».
2002 року Соса вирішив прийняти пропозицію китайського клубу «Шанхай Шеньхуа», в якому провів цілий рік. Потім він повернувся в «Насьйональ», де поступово перейшов на тренерську роботу. Як асистент тренера він виграв першість Уругваю 2005 року.
2006 року Рубен несподівано повернувся у великий футбол, зігравши у Другому дивізіоні Уругваю за «Расінг» (Монтевідео) кілька матчів.

## Виступи за збірні
1983 року залучався до складу молодіжної збірної Уругваю. На молодіжному рівні зіграв в одному офіційному матчі, забив 1 гол.
1984 року дебютував в офіційних матчах у складі національної збірної Уругваю.
У складі збірної став дворазовим володарем Кубка Америки — 1987 року в Аргентині та 1995 року в Уругваї. Також став фіналістом розіграшу Кубка Америки 1989 року у Бразилії, де отримав звання найкращого гравця турніру, а також чвертьфіналістом Кубка Америки 1993 року в Еквадорі. Крім того був учасником чемпіонату світу 1990 року в Італії.
Протягом кар'єри у національній команді, яка тривала 12 років, провів у формі головної команди країни 46 матчів, забивши 19 голів.

## Кар'єра тренера
Розпочав тренерську кар'єру, повернувшись до футболу після невеликої перерви, 2009 року, увійшовши до тренерського штабу клубу «Насьйональ». Наразі досвід тренерської роботи обмежується цим клубом, в якому Рубен Соса працює і досі.

## Статистика виступів

### Статистика клубних виступів
| Сезон                      | Команда                    | Чемпіонат                  | Чемпіонат | Чемпіонат | Національний кубок | Національний кубок | Національний кубок | Континентальні кубки | Континентальні кубки | Континентальні кубки | Інші змагання | Інші змагання | Інші змагання | Усього | Усього |
| Сезон                      | Команда                    | Ліга                       | Ігор      | Голів     | Ліга               | Ігор               | Голів              | Ліга                 | Ігор                 | Голів                | Ліга          | Ігор          | Голів         | Ігор   | Голів  |
| -------------------------- | -------------------------- | -------------------------- | --------- | --------- | ------------------ | ------------------ | ------------------ | -------------------- | -------------------- | -------------------- | ------------- | ------------- | ------------- | ------ | ------ |
| 1982                       | «Данубіо»                  | ПД                         | 22        | 5         | Л                  | ?                  | ?                  | -                    | -                    | -                    | -             | -             | -             | 22+    | 5+     |
| 1983                       | «Данубіо»                  | ПД                         | 19        | 9         | Л                  | ?                  | ?                  | -                    | -                    | -                    | -             | -             | -             | 19+    | 9+     |
| 1984                       | «Данубіо»                  | ПД                         | 26        | 11        | Л                  | ?                  | ?                  | КЛ                   | 6                    | 3                    | -             | -             | -             | 32+    | 14+    |
| 1985                       | «Данубіо»                  | ПД                         | 11        | 8         | Л                  | ?                  | ?                  | -                    | -                    | -                    | -             | -             | -             | 11+    | 8+     |
| Усього за «Данубіо»        | Усього за «Данубіо»        | Усього за «Данубіо»        | 78        | 33        |                    | ?                  | ?                  |                      | 6                    | 3                    |               | -             | -             | 84+    | 36+    |
| 1985–86                    | «Реал Сарагоса»            | ПД                         | 33        | 8         | КІ+КЛ              | 15+4               | 8+2                | -                    | -                    | -                    | -             | -             | -             | 52     | 18     |
| 1986–87                    | «Реал Сарагоса»            | ПД                         | 37        | 4         | КІ+КЛ              | 2+0                | 0+0                | КВК                  | 7                    | 1                    | -             | -             | -             | 46     | 5      |
| 1987–88                    | «Реал Сарагоса»            | ПД                         | 36        | 18        | КІ                 | 2                  | 0                  | -                    | -                    | -                    | -             | -             | -             | 38     | 18     |
| Усього за «Сарагосу»       | Усього за «Сарагосу»       | Усього за «Сарагосу»       | 106       | 30        |                    | 23                 | 10                 |                      | 7                    | 1                    |               | -             | -             | 136    | 41     |
| 1988–89                    | «Лаціо»                    | A                          | 33        | 8         | КІ                 | 10                 | 4                  | -                    | -                    | -                    | -             | -             | -             | 43     | 12     |
| 1989–90                    | «Лаціо»                    | A                          | 27        | 8         | КІ                 | 0                  | 0                  | -                    | -                    | -                    | -             | -             | -             | 27     | 8      |
| 1990–91                    | «Лаціо»                    | A                          | 33        | 11        | КІ                 | 2                  | 1                  | -                    | -                    | -                    | -             | -             | -             | 35     | 12     |
| 1991–92                    | «Лаціо»                    | A                          | 31        | 13        | КІ                 | 4                  | 2                  | -                    | -                    | -                    | -             | -             | -             | 35     | 15     |
| Усього за «Лаціо»          | Усього за «Лаціо»          | Усього за «Лаціо»          | 124       | 40        |                    | 16                 | 7                  |                      | -                    | -                    |               | -             | -             | 140    | 47     |
| 1992–93                    | «Інтернаціонале»           | A                          | 28        | 20        | КІ                 | 5                  | 2                  | -                    | -                    | -                    | -             | -             | -             | 33     | 22     |
| 1993–94                    | «Інтернаціонале»           | A                          | 28        | 16        | КІ                 | 6                  | 0                  | КУЄФА                | 9                    | 1                    | -             | -             | -             | 43     | 17     |
| 1994–95                    | «Інтернаціонале»           | A                          | 20        | 8         | КІ                 | 5                  | 3                  | КУЄФА                | 2                    | 0                    | -             | -             | -             | 27     | 11     |
| Усього за «Інтернаціонале» | Усього за «Інтернаціонале» | Усього за «Інтернаціонале» | 76        | 44        |                    | 16                 | 5                  |                      | 11                   | 1                    |               | -             | -             | 103    | 50     |
| 1995–96                    | «Боруссія» (Дортмунд)      | БЛ                         | 17        | 3         | КН                 | 4                  | 0                  | ЛЧ                   | 5                    | 0                    | -             | -             | -             | 26     | 3      |
| 1996–97                    | «Логроньєс»                | ПД                         | 35        | 7         | КІ                 | 3                  | 0                  | -                    | -                    | -                    | -             | -             | -             | 38     | 7      |
| 1997                       | «Насьйональ»               | ПД                         | 15        | 5         | Л                  | ?                  | ?                  | ЛЧ                   | 0                    | 0                    | -             | -             | -             | 15+    | 5+     |
| 1998                       | «Насьйональ»               | ПД                         | 22        | 13        | Л                  | ?                  | ?                  | ЛЧ                   | 7                    | 1                    | -             | -             | -             | 29+    | 14+    |
| 1999                       | «Насьйональ»               | ПД                         | 22        | 5         | Л                  | ?                  | ?                  | ЛЧ                   | 8                    | 6                    | -             | -             | -             | 30+    | 11+    |
| 2000                       | «Насьйональ»               | ПД                         | ?         | 2         | Л                  | ?                  | ?                  | ЛЧ                   | 1                    | 0                    | -             | -             | -             | 1+     | 2+     |
| 2001                       | «Насьйональ»               | ПД                         | ?         | 1         | Л                  | ?                  | ?                  | ЛЧ                   | 5                    | 1                    | -             | -             | -             | 5+     | 2+     |
| 2002                       | «Шанхай Шеньхуа»           | Джі-А                      | 13        | 1         | КК                 | ?                  | ?                  | ЛЧ                   | 0                    | 0                    | -             | -             | -             | 13+    | 1+     |
| 2003                       | «Насьйональ»               | ПД                         | 11        | 1         | Л                  | ?                  | ?                  | ЛЧ                   | 0                    | 0                    | -             | -             | -             | 11+    | 1+     |
| 2004                       | «Насьйональ»               | ПД                         | 4         | 0         | Л                  | ?                  | ?                  | ЛЧ                   | 1                    | 0                    | -             | -             | -             | 5+     | 0+     |
| Усього за «Насьйональ»     | Усього за «Насьйональ»     | Усього за «Насьйональ»     | 74+       | 27        |                    | ?                  | ?                  |                      | 22                   | 8                    |               | -             | -             | 96+    | 35+    |
| 2006                       | «Расінг» (Монтевідео)      | СД (ІІ)                    | 2         | 0         | -                  | -                  | -                  | -                    | -                    | -                    | -             | -             | -             | 2      | 0      |
| Усього за кар'єру          | Усього за кар'єру          | Усього за кар'єру          | 525+      | 185       |                    | 62+                | 22+                |                      | 51                   | 13                   |               | -             | -             | 638+   | 220+   |

## Титули і досягнення

### Командні
- Володар Кубка Іспанії (1):

«Реал Сарагоса»: 1985-86
- Чемпіон Німеччини (1):

«Боруссія» (Дортмунд): 1995–96
- Чемпіон Уругваю (3):

«Насьйональ»: 1998, 2000, 2001
- Володар Кубка УЄФА (1):

«Інтернаціонале»: 1993–94
- Володар Суперкубка Китаю (1):

«Шанхай Шеньхуа»: 2001
Збірні
- Володар Кубка Америки (2):

Уругвай: 1987, 1995
- Срібний призер Кубка Америки: 1989

### Особисті
- Найкращий футболіст Кубка Америки: 1989
- Найкращий бомбардир Чемпіонату Уругваю: 1998 (13 голів)
- Найкращий бомбардир Кубка Лібертадорес: 1999 (6 голів)